# Катастрофа Boeing 707 под Абиджаном
Катастрофа Boeing 707 под Абиджаном — авиационная катастрофа пассажирского самолёта Boeing 707-379C бразильской авиакомпании VARIG, произошедшая в ночь на субботу 3 января 1987 года в окрестностях Абиджана (Кот-д’Ивуар). В происшествии погибли 50 человек, выжил только один. На то время это была крупнейшая авиакатастрофа в Кот-д’Ивуаре.

## Самолёт
Boeing 707-379C с регистрационным номером PP-VJK (заводской — 19822, серийный — 726) был выпущен в 1960 году и 28 июня совершил свой первый полёт, после чего 4 ноября поступил к заказчику — бразильской авиакомпании VARIG. Его четыре двухконтурных реактивных двигателя были модели Pratt & Whitney JT3D-3B. На момент событий это был последний пассажирский Boeing 707 во флоте авиакомпании.

## Экипаж
Экипаж лайнера состоял из 12 человек. На момент происшествия состав лётного экипажа в кабине был следующим:
- Командир воздушного судна (КВС) — 38-летний Жулиу Сезар Карнейру Корреа (порт. Júlio César Carneiro Corrêa) — опытный пилот, имеющий за плечами 11 тысяч часов налёта, в том числе 1198 часов в должности пилота-инструктора Boeing 707.
- Второй пилот (2П) — Нэльсон Фигейреду (порт. Nélson Figueiredo) — относительно молодой пилот, в данном полёте фактически выполнявший обязанности стажёра.
- Бортинженер (БИ) — Эужениу Кардозу (порт. Eugênio Cardoso)

## Хронология событий

### Отказ двигателя
Авиалайнеру предстояло выполнить регулярный пассажирский рейс RG-797 из Абиджана в Рио-де-Жанейро расчётной продолжительностью 9 часов. Для данного 27-летнего самолёта это был последний пассажирский рейс. После прибытия в Рио борт PP-VJK должны были передать бразильским ВВС (FAB), которые заготовили для него новый регистрационный номер — 2400 (FAB 2400). Безлунной ночью рейс 797 с 12 членами экипажа и всего 39 пассажирами на борту вылетел из Абиджана и направился к Рио-де-Жанейро.
Через 20 минут после вылета лайнер находился в паре сотен километров к западу от Абиджана, когда неожиданно зазвучала сигнализация пожара в первом двигателе (внешний левый). Накануне, когда самолёт следовал в Абиджан, также срабатывала сигнализация о пожаре в данном двигателе, на что экипаж отреагировал отключением двигателя, после чего благополучно долетел до аэропорта назначения и совершил нормальную посадку. Когда на земле техник из Air Afrique проверил первый двигатель, то пришёл к выводу, что сигнал о пожаре был ложным. Поэтому когда во время обратного полёта вновь сработала пожарная сигнализация первого двигателя, экипаж отреагировал на это относительно спокойно, но из предосторожности принял решение отключить данный двигатель, так как сработала она на сей раз относительно рано. Выполнение трансатлантического полёта на трёх двигателях из четырёх было уже небезопасным, поэтому было принято решение возвращаться в Абиджан.
| БИ  | Техник из Air Afrique смотрел и сказал, что ничего не нашёл. Эй, Карнейро, что думаешь? |
| КВС | Думаю, что пересечь Атлантику с этим [пожарная сигнализация двигателя] будет проблематично. |
| БИ  | Параметры двигателя в норме. |
| КВС | (второму пилоту) Вызови «Абиджан-контроль» и доложи, что мы возвращаемся. |
| 2П  | (внешняя связь) Абиджан, доброй ночи, это Вариг 796. Сообщаем, что у нас сигнал о технической неисправности в двигателе один. Запрашиваем у вас вектор для немедленного возвращения в аэропорт. |

| Гражданство людей на борту | Гражданство людей на борту | Гражданство людей на борту | Гражданство людей на борту |
| Гражданство                | Пассажиры                  | Экипаж                     | Всего                      |
| -------------------------- | -------------------------- | -------------------------- | -------------------------- |
| Бразилия                   | 10                         | 12                         | 22                         |
| Великобритания             | 1                          | 0                          | 1                          |
| Израиль                    | 2                          | 0                          | 2                          |
| Камерун                    | 1                          | 0                          | 1                          |
| Кот-д’Ивуар                | 13                         | 0                          | 13                         |
| Ливан                      | 3                          | 0                          | 3                          |
| Перу                       | 1                          | 0                          | 1                          |
| Сенегал                    | 2                          | 0                          | 2                          |
| США                        | 1                          | 0                          | 1                          |
| ФРГ                        | 2                          | 0                          | 2                          |
| Франция                    | 2                          | 0                          | 2                          |
| Чили                       | 1                          | 0                          | 1                          |
| Итого                      | 39                         | 12                         | 51                         |

### Возврат в Абиджан
Диспетчер дал разрешение возвращаться, после чего командир по внутренней связи сообщил бортпроводникам о возврате в аэропорт, о чём те затем сказали пассажирам. Далее экипаж определил, что с момента вылета было сожжено 10 000 фунтов (4500 кг) авиакеросина, исходя из чего вес авиалайнера был определён как 248 000 фунтов (112 000 кг), что меньше максимального посадочного, то есть можно было совершать посадку без слива части топлива. Затем бортинженер заметил, что сигнал о неисправности в первом двигателе не был беспочвенным.
| БИ                           | Карнейро, температура масла в двигателе номер 1 слишком высока. |
| КВС                          | Хорошо, тогда как насчёт отключить этот двигатель? Там всё в порядке? Я собираюсь отключить номер 1. |
| БИ                           | У нас нет в нём острой необходимости. Если он нам понадобится, то при возвращении мы можем запустить его. |
| Входит Старший бортпроводник | |
| БП                           | Командир, пассажиры позади жалуются на тряску. |
| КВС                          | Теперь все начали жаловаться. |
| 2П                           | Может, это было снижение тяги двигателя перед снижением. |
| КВС                          | (второму пилоту) Вызови Абиджан и запроси траекторию для снижения. И предупреди Air Afrique, что нам понадобится обслуживание.                                                                                  |
| 2П                           | (Связавшись с диспетчером в Абиджане получил инструкции по выполнению снижения. После перешёл на другую частоту и, связавшись с Air Afrique, предупредил, что они возвращаются и им необходимо техобслуживание) |
| БИ                           | У нас там утечка топлива. |
| КВС                          | Что? Утечка топлива? Где? |
| БИ                           | Да в этом х*е. |

Экипаж не мог сразу поверить, что, казалось бы, ложная тревога о пожаре могла быть реальной. В течение нескольких минут пилоты проверяли показания приборов, чтобы убедиться, действительно ли имеет место утечка топлива, или это ложные показания приборов.
| БИ | Тридцать тысяч фунтов загрузка… посмотри на показания… вот же дерьмо… проблема…                                                                                      |
| Возвращается Старший бортпроводник                                                                                                 | |
| БП | Командир, пассажир в первом классе жалуется на шум под креслом. |
| Лётный экипаж начинает обсуждать возможные причины, пока кто-то не высказывает версию, что это вышла из ниши передняя стойка шасси | |
| 2П | Мы ведём последнего знаменитого покойника. Уже гнилого… |
| КВС | Что? |
| 2П | Да, мы следуем на знаменитом гнилом трупе. Но дотянем до Рио… (подразумевается, что последний рейс самолёта в авиакомпании может стать для него последним буквально) |
| БП | Пассажир говорил, что видел пламя. |
| КВС | Что? У него там пламя?! |
| БИ | Нет. |
| КВС | Но двигатель выключен. Верно? |
| БИ | Да. Посмотри. Отключён. |

### Заход на посадку
Старший бортпроводник ушёл в салон, после чего лётный экипаж, чтобы отвлечься, начал обсуждать, что в Рио-де-Жанейро они прибудут и посетят его рестораны несколько позже, чем ожидалось. Через несколько минут в темноте появились огни Абиджана, на что командир воскликнул «Посмотрите, там Абиджан…». В это время над океаном стояла полная тьма, так как не было луны. Диспетчер предложил прямой заход на полосу 03, но командир выбрал полосу 21, так как туда возможно было выполнять заход по приборам, что в складывающейся ситуации было более предпочтительным, тогда как на полосу 03 был возможен только визуальный заход. Для захода на полосу 21 командир выполнил доворот влево, направив самолёт к северу.
Хотя посадку на полосу 21 можно было выполнять по приборам, практически «вслепую», но схема захода на неё была довольно сложной с большим числом разворотов, в том числе самолёту предстоял разворот на курс почти 270° для выхода на предпосадочную прямую. Причём развороты должны были выполняться на левую сторону, тогда как из-за отключения крайнего левого двигателя возникла асимметрия тяги, создающая разворачивающий момент влево. Экипаж начал зачитывать контрольную карту перед посадкой с одним отключённым двигателем и выровнял летящий со скоростью 370 км/ч авиалайнер на высоте 900 метров, после чего зашёл на полосу 21 с северной, подветренной стороны. Пилотирование на данном этапе осуществлял командир, который с учётом одного неработающего двигателя принял решение выполнять заход в полётной конфигурации самолёта, то есть с убранными закрылками и шасси, а в предпосадочную конфигурацию перевести самолёт только перед самой посадкой. Скорость поддерживалась лишь немногим больше скорости сваливания, но тем не менее она всё равно превышала установленную скорость выполнения захода.

### Катастрофа
Заход на посадку выполнялся в сплошной темноте, из-за чего у экипажа не было внешних визуальных ориентиров. Командир, не смотря наружу, сконцентрировался на приборах, чтобы выдерживать направление для посадки. Но приборы не могли своевременно подсказать ему, что машина летит уже на предельно малой скорости для фактической конфигурации крыла, о чём в кабине постоянно начала звучать сигнализация об опасности сваливания. Находясь в стрессовой ситуации, бортинженер, боясь сваливания, начал увеличивать режим двигателей, быстро доведя его до взлётного. Услышав увеличивающийся шум двигателей, командир крикнул «Что происходит?», на что бортинженер ответил «Ничего, чёрт побери». Из-за выхода двигателей на более высокий режим асимметрия тяги быстро возросла, после чего авиалайнер, завалившись на левое крыло, перевернулся и врезался в плантацию каучуковых деревьев в 18 километрах от аэропорта. Почти полностью заправленные топливом баки взорвались, образовав огромный огненный шар, осветивший окружающую местность.
В катастрофе на месте погиб весь экипаж, а также 36 пассажиров. В тот же день один из выживших на месте катастрофы пассажиров умер от полученных травм. Через 4 дня от травм умер ещё один пассажир-британец. Выжил только профессор физкультуры Неуба Йессох (Neuba Yessoh) из университета Кот-д’Ивуара. Всего же погибли 50 человек. На то время это была крупнейшая авиационная катастрофа в Кот-д’Ивуаре (на 2015 год — вторая).

## Причины
В итоговом отчёте по расследованию происшествия было указано, что к катастрофе привела не одна причина, а сочетание целого ряда факторов, в том числе: старый самолёт, проходивший нерегулярное техническое обслуживание; малоопытный второй пилот, плохое взаимодействие между членами экипажа в кабине. Также к катастрофе мог привести вероятный отказ приборов. Так, найденный среди обломков высотомер показывал 1700 футов (520 м), тогда как катастрофа произошла на высоте 30 футов (9,1 м), а значит, неисправные высотомеры могли ввести экипаж в заблуждение относительно их фактической высоты над землёй.